# Logone Oriental
Logone Oriental (em francês: Logone-Oriental; em árabe: منطقة لوقون الشرقي; romaniz.: Lūqūn al-Sharqī) é uma das 23 províncias do Chade, sendo Doba a sua capital.

## Demografia
O recenseamento do Chade de 2009 indicou uma população de 779 339 habitantes para a província, o que a faz a segunda região mais populosa do país, atrás apenas de Jamena. Sua capital Doba, 49 647 habitantes, é a cidade mais populosa da província.
Os principais grupos etnolinguísticos são os povos dobas (que falam as línguas estreitamente relacionadas bedjond, mango e gor), karang, kuo, nzakambay, pana e sara (que falam línguas/dialetos como kabba, laka e ngambay).

## Subdivisões
A província de Logone Oriental é dividida em seis departamentos:
| Departamentos | Capital   | Subprefeituras                                   |
| ------------- | --------- | ------------------------------------------------ |
| Nya           | Bébédjia  | Bébédjia, Mbikou, Béboni, Miandoum, Komé         |
| Nya Pendé     | Goré      | Békan, Donia, Goré, Yamodo                       |
| Pendé         | Doba      | Doba, Kara, Madana                               |
| Kouh-Est      | Bodo      | Bodo, Bédjo, Béti                                |
| Kouh-Ouest    | Béboto    | Béboto, Baké, Dobiti                             |
| Monts de Lam  | Baïbokoum | Baïbokoum, Bessao, Mbaïkoro, Mbitoye, Laramanaye |